# Пищикове
Пищи́кове — село в Україні, у Конотопському районі Сумської області. Населення становить 30 осіб. До 2018 орган місцевого самоврядування — Бобинська сільська рада.

## Географія
Село Пищикове знаходиться на правому березі річки Кубер, нижче за течією на відстані 4,5 км розташоване село Стрільники, на протилежному березі — село Плотникове. На відстані 2,5 км розташоване місто Путивль.

## Історія
12 червня 2020 року, відповідно до розпорядження Кабінету Міністрів України № 723-р «Про визначення адміністративних центрів та затвердження територій територіальних громад Сумської області», село увійшло до складу Путивльської міської громади.
19 липня 2020 року, в результаті адміністративно-територіальної реформи та ліквідації Путивльського району, увійшло до складу новоутвореного Конотопського району.

## Населення

### Мова
Розподіл населення за рідною мовою за даними перепису 2001 року:
| Мова       | Кількість | Відсоток |
| ---------- | --------- | -------- |
| російська  | 20        | 66.67%   |
| українська | 10        | 33.33%   |
| Усього     | 30        | 100%     |